# 布倫尼施托克山
46°50′52″N 8°33′00″E / 46.847844°N 8.550056°E

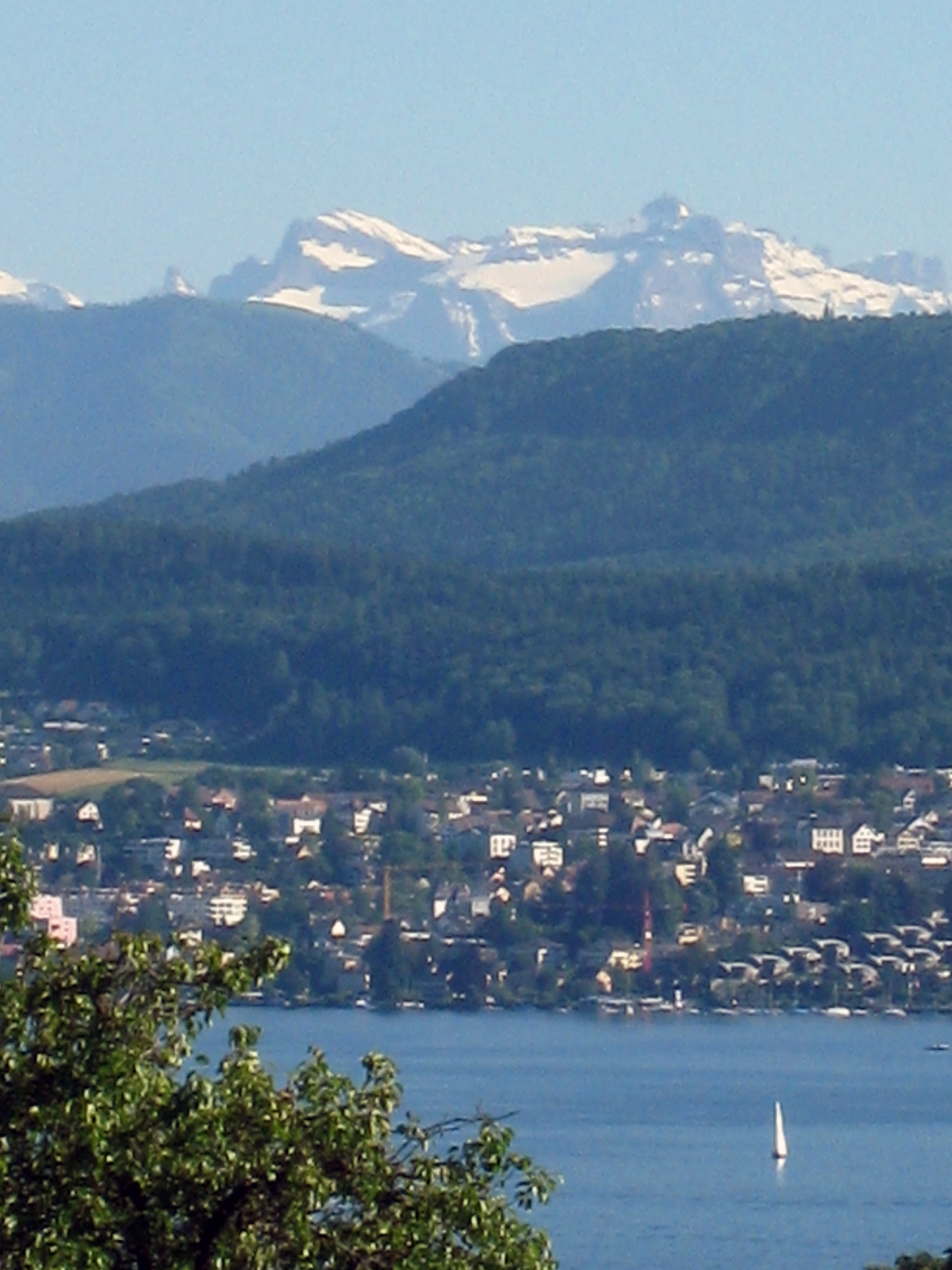

布倫尼施托克山（Brunnistock），是瑞士的山峰，位於該國南部，由烏里州負責管轄，屬於烏里山的一部分，海拔高度2,282米，每年平均降雨量2,385毫米。